# Histidina descarboxilase
Histidina decarboxilase (HDC) é uma enzima responsável por catalisar a decarboxilação da histidina para formar a histamina. Em mamíferos, histamina é uma importante amina biogênica com papéis regulatórios em neurotransmissão, secreção de ácido gástrico e resposta imune. Histidina decarboxilase é o único membro da via de síntese de histamina, produzindo histamina em uma reação de um passo. Histamina não pode ser gerada por qualquer outra enzima conhecida. HDC é, portanto, a principal fonte de histamina na maioria dos mamíferos e eucariotas. A enzima emprega um cofator piridoxal 5-fosfato (PLP), em similaridade a muitas aminoácido decarboxilases. Eucariotas, assim como bactérias gram-negativas compartilham uma HDC comum, enquanto bactérias gram-positivas empregam um HDC dependente de piruvoil não relacionado evolucionariamente. Em humanos, a histidina descarboxilase é codificada pelo gene HDC.